# Brigada Guivati
La Brigada Guivati (en hebreu: חטיבת גבעתי) (transliterat: Hativat Givati) és una de les brigades d'infanteria de les Forces de Defensa d'Israel. Va ser creada en el mes de desembre de l'any 1948, i el seu comandant és Yaron Finkelman. El seu paper inicial era capturar les àrees de Hulikat, Kawkaba i l'enclavament de Guivati, durant la Guerra araboisraeliana de 1948. Des de l'any 1999 pertany administrativament al Comandament del Sud (Pikud Darom). Els soldats d'aquesta brigada porten gorres de color violat, i el seu símbol és una guineu (en referència a les guineus del personatge bíblic Samsó). Fins avui, la brigada Guivati es divideix en tres batallons principals: Shaked, Tzabar i Rotem, a més del batalló de reconeixement, el batalló d'enginyeria i altres unitats.

Escut de la Brigada Guivati